# Protestantyzm w Argentynie
Protestantyzm w Argentynie – wyznawany jest przez ponad 15% społeczeństwa, to jest ponad 5 milionów wyznawców. Odsetek ewangelikalnych protestantów w Argentynie, wzrósł z 9% w roku 2008, do 15,3% w roku 2019. W samym Buenos Aires zarejestrowanych jest około 5 tysięcy kościołów. Zdecydowana większość protestantów w Argentynie to zielonoświątkowcy. Do innych większych wspólnot należą: metodyści, baptyści, bracia plymuccy i adwentyści dnia siódmego.

## Historia
Religią dominującą w Argentynie był katolicyzm. Protestanci w zasadzie aż do początku XIX w. nie prowadzili tam działalności misyjnej. Wiek XIX i pierwsza połowa XX w. to czasy osiedlania się pierwszych stałych wspólnot protestanckich i w najlepszym razie, powolnego ich wzrostu liczebnego. W 1836 r. w Argentynie założono Kościół Prezbiteriański. Lata 1850–1918 to okres powstawania misji oraz zwiększonej aktywności Kościołów protestanckich z USA. Pierwsze z nich wywodziły się z kościołów historycznych. Na początku XX w. pojawiły się społeczności zielonoświątkowe.
Obecnie Kościoły protestanckie rozwijają się dynamicznie, wzrasta liczba ich wiernych. Jest to jeden z najbardziej znaczących procesów społecznych w regionie.

## Statystyki

Kaplica Zborów Bożych w Pilar

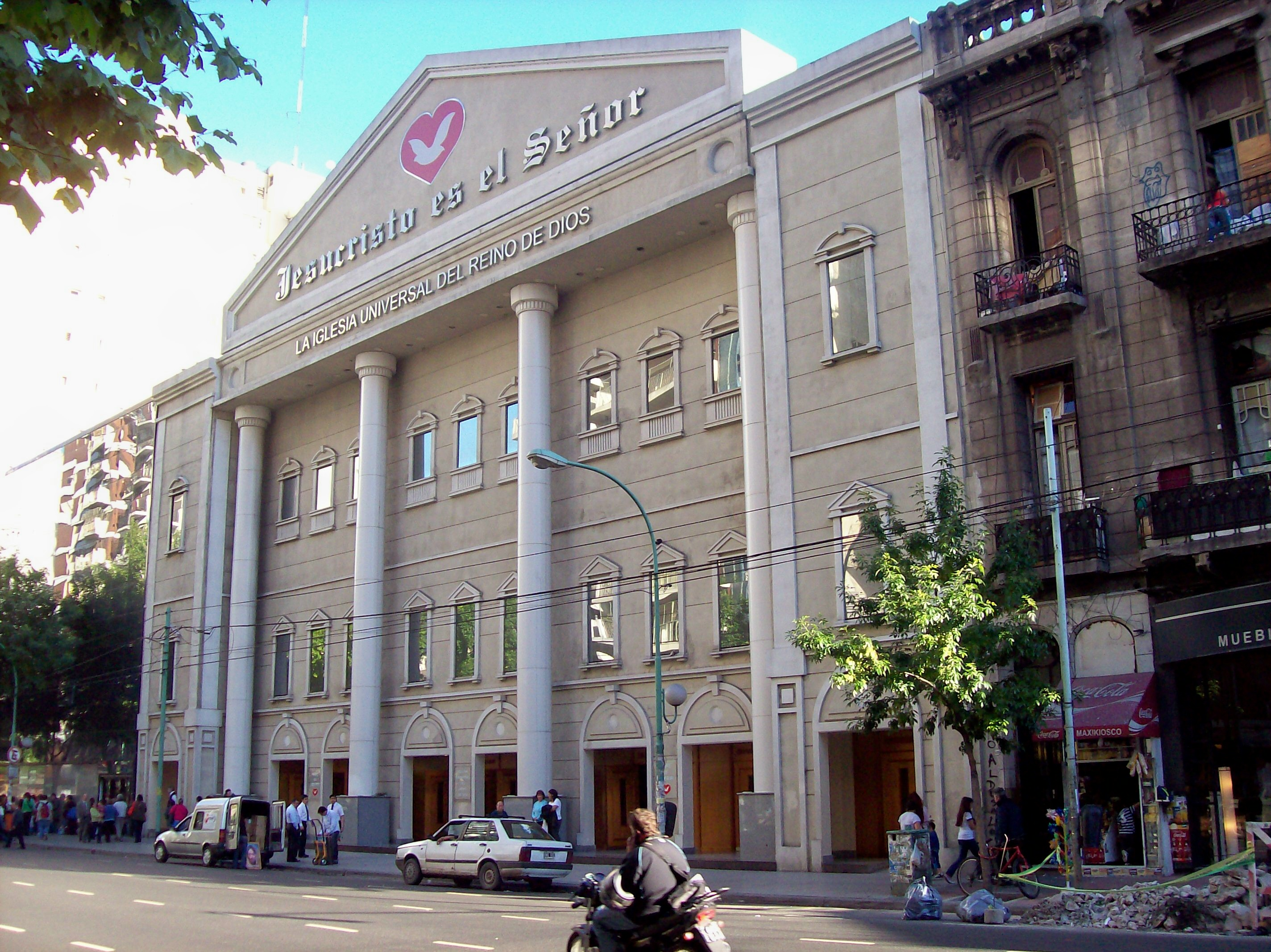
Świątynia IURD w Buenos Aires

Największe kościoły w kraju, w 2010 roku, według Operation World i Prolades*:
| Kościół                                        | Liczba członków | Liczba wiernych | Procent ludności |
| ---------------------------------------------- | --------------- | --------------- | ---------------- |
| Kościół Zielonoświątkowy Fali Miłości i Pokoju | 401 099*        |                 |                  |
| Narodowa Unia Zborów Bożych (USA)              | 165 000         | 850 000         | 2,12%            |
| Zbory Boże (szwedzko-norweskie)                | 303 030         | 500 000         | 1,25%            |
| Kościół Visíon de Futuro                       | 166 667         | 300 000         | 0,75%            |
| Konwencja Baptystyczna                         | 105 000         | 168 000         | 0,42%            |
| Bracia plymuccy                                | 93 000          | 158 100         | 0,39%            |
| Kościół Adwentystów Dnia Siódmego              | 103 000         | 133 900         | 0,33%            |
| New Test Missionary Union                      | 59 000          | 118 000         | 0,29%            |
| Chrześcijański Zielonoświątkowy Kościół Boży   | 46 818          | 103 000         | 0,26%            |
| Kościół Ewangeliczno-Zielonoświątkowy (Chile)  | 45 000          | 76 500          | 0,19%            |
| Stowarzyszenie Kościoła Bożego                 | 27 143          | 76 000          | 0,19%            |
| Misja „Kościół Pana”                           | 29 000          | 72 500          | 0,18%            |
| Kościół Poczwórnej Ewangelii                   | 29 279          | 65 000          | 0,16%            |
| Ewangeliczno-Metodystyczny Kościół Argentyny   | 40 000          | 60 000          | 0,15%            |
| Zjednoczony Kościół Ewangeliczny (Toba)        | 27 000          | 59 400          | 0,15%            |
| Kościół Boży (Cleveland)                       | 27 000          | 58 000          | 0,14%            |